# Hans Traupe
Hans Traupe, född 4 maj 1913 i Kunern, Kreis Münsterberg, död 26 juni 2004 i Einbeck, var en tysk SS-Obersturmbannführer och överstelöjtnant i Schutzpolizei.

## Biografi
Traupe tog 1934 värvning i Reichswehr. Två år senare anmälde han sig till SS-Verfügungstruppe (SS-VT) och började på SS-Junkerschule i Bad Tölz. Efter avlagd examen befordrades han till SS-Untersturmführer, den lägsta officersgraden.
Under andra världskriget var Traupe knuten till 4. SS-Polizei-Panzergrenadier-Division, med vilken han stred under slaget om Frankrike 1940 och Operation Barbarossa året därpå. Efter att särskilt ha utmärkt sig vid Leningrad dekorerades Traupe med Riddarkorset.

## Befäl
- III./Polizei-Grenadier-Regiment 1 (31 juli 1943)
- I.Bataillon/SS-Polizei-Grenadier-Regiment 3/4.SS-Pol.Pz.Gren.Div. (23 februari 1944)
- SS-Polizei-Panzer-Grenadier-Regiment 7/4.SS-Pol.Pz.Gren.Div.
- SS-Panzer-Grenadier-Regiment 22/10.SS-Pz.Div. "Frundsberg" (1945)

## Utmärkelser
- Riddarkorset av Järnkorset: 23 februari 1944
- Tyska korset i guld: 25 september 1942
- Järnkorset av första klassen: 5 september 1941
- Järnkorset av andra klassen: 19 juni 1940
- Närstridsspännet i brons
- Infanteristridsmärket
- Såradmärket i svart
- Riksidrottsmärket i brons
- SA:s idrottsutmärkelse
- SS Hederssvärd
- SS-Ehrenring (Totenkopfring)

### Webbkällor
- Miller, Michael D.; Collins, Gareth. ”SS-Obersturmbannführer und Oberstleutnant der Polizei/Schutzpolizei/Gendarmerie/Feuerschutzpolizei (Q–T)” (på engelska). Axis Biographical Research. Arkiverad från originalet den 12 maj 2014. https://archive.today/20140512193134/http://www.geocities.com/~orion47/SS-POLIZEI/SS-Ostubaf_Q-T.html. Läst 12 maj 2014.